# بكورية نجمية
البكورية النجمية نوع نباتي يتبع جنس البكورية من الفصيلة النجمية.

## الموئل والانتشار
ينتشر النبات في المغرب العربي وصقلية.

## مرادفات للاسم العلمي
- (باللاتينية: Calendula algeriensis Boiss. & Reut.)
- (باللاتينية: Calendula sicula Willd. [non Poiret 1806])
- (باللاتينية: Calendula vidalii A. W. Hill)